# 米蘭地鐵4號線
米蘭地鐵4號線（義大利語：Linea M4）是義大利米蘭的地鐵線路。米蘭地鐵4號線原本計劃在2015年米蘭世博會之前完工，不過由於經費问题和新冠疫情而延遲。最终于2022年11月开通东段，中段2023年7月开通，西段2024年10月开通。
米蘭地鐵4號線長15 km（9.3 mi），有21個車站。